# Mykolajiwka (Sumy, Siedlung städtischen Typs)
Mykolajiwka (ukrainisch Миколаївка; russisch Николаевка Nikolajewka) ist eine Siedlung städtischen Typs in der ukrainischen Oblast Sumy mit etwa 4200 Einwohnern (2017).

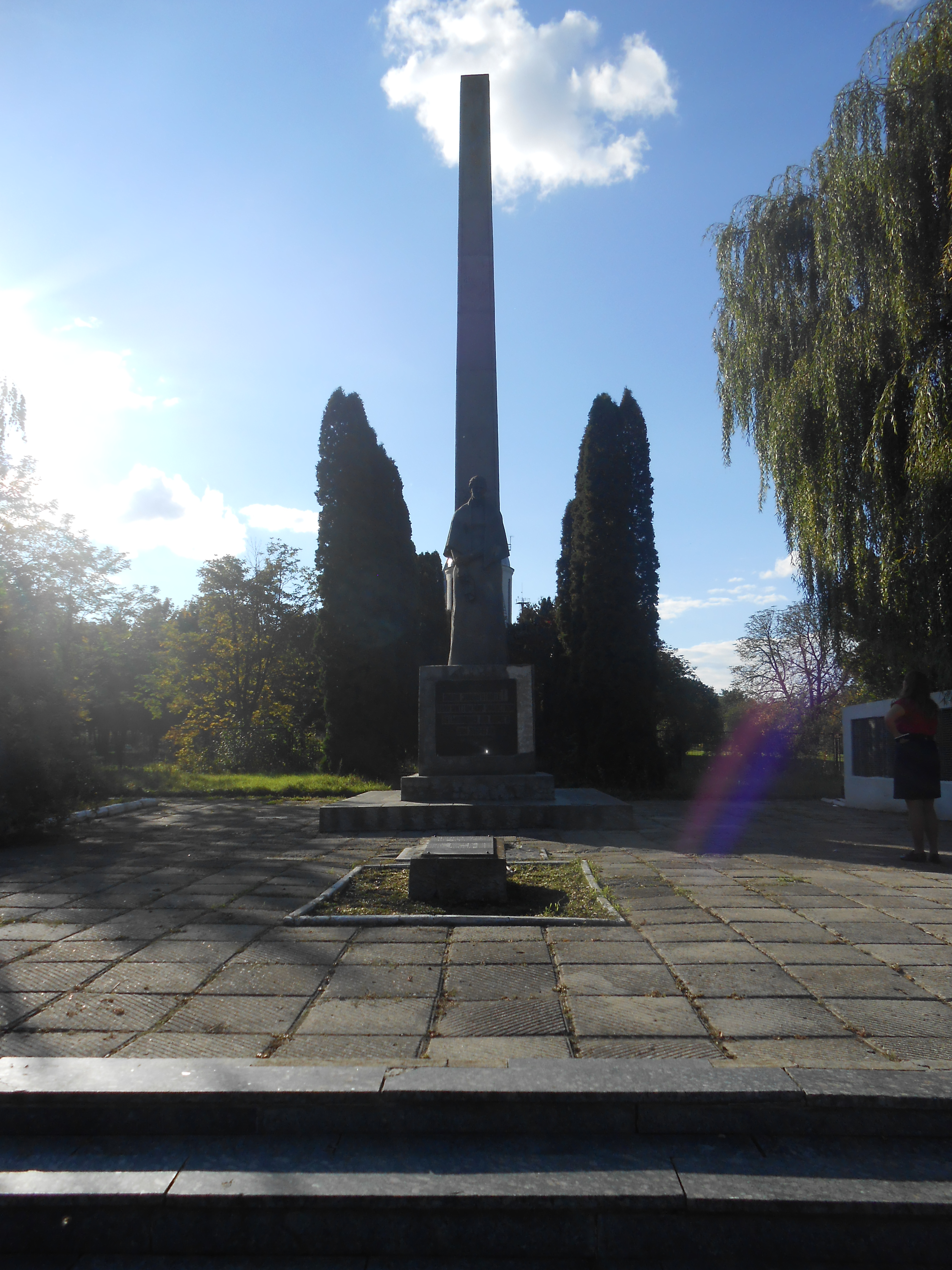
Denkmal im Ort

Die in der zweiten Hälfte des 17. Jahrhunderts gegründete Ortschaft erhielt 1957 den Status einer Siedlung städtischen Typs und wurde gleichzeitig in Schowtnewe (ukrainisch Жовтневе; russisch Жовтневое Schowtnewoje) umbenannt. Davor war das Dorf unter dem Namen Mykolajiwka-Wyriwska (Миколаївка-Вирівська) bekannt. Am 19. Mai 2016 wurde der Ort im Zuge der Dekommunisierung der Ukraine auf seinen alten Namen Mykolajiwka umbenannt.

## Geographie
Mykolajiwka liegt im Rajon Sumy am Ufer des kleinen Flusses WYR (ukrainisch Вир), einem Nebenfluss des Seim, 36 km südlich vom ehemaligen Rajonzentrum Bilopillja. Durch die Ortschaft führt die Regionalstraße P–61.

## Verwaltungsgliederung
Am 18. August 2016 wurde die Siedlung zum Zentrum der neugegründeten Siedlungsgemeinde Mykolajiwka (ukrainisch Миколаївська селищна громада/Mykolajiwska selyschtschna hromada), zu dieser zählten auch die 33 in der untenstehenden Tabelle aufgelisteten Dörfer sowie die Ansiedlungen Kalyniwka, Lidyne, Schewtschenkiwka, Sorjane und Timirjasjewka, bis dahin bildete sie zusammen mit den Dörfern Arkawske, Butowschtschyna, Hostynne, Paschtschenkowe, Samara, Scholobok, Strilzewe und Suschylyne sowie den Ansiedlungen Kalyniwka, Schewtschenkiwka, Sorjane und Timirjasjewka die gleichnamige Siedlungsratsgemeinde Mykolajiwka (Миколаївська селищна рада/Mykolajiwska selyschtschna rada) im Süden des Rajons Bilopillja.
Am 12. Juni 2020 kamen noch die Siedlung städtischen Typs Uljaniwka und die 2 Dörfer Bakscha und Pawlenkowe zum Gemeindegebiet.
Seit dem 17. Juli 2020 ist sie ein Teil des Rajons Sumy.
Folgende Orte sind neben dem Hauptort Krasnopillja Teil der Gemeinde:
| Name                     | Name                | Name                                     |
| ukrainisch transkribiert | ukrainisch          | russisch                                 |
| ------------------------ | ------------------- | ---------------------------------------- |
| Arkawske                 | Аркавське           | Аркавское (Arkawskoje)                   |
| Bakscha                  | Бакша               | Бакша                                    |
| Bilykiwka                | Біликівка           | Беликовка (Belikowka)                    |
| Bobryk                   | Бобрик              | Бобрик (Bobrik)                          |
| Bolotyschyne             | Болотишине          | Болотышино (Bolotyschino)                |
| Butowschtschyna          | Бутовщина           | Бутовщина (Butowschtschina)              |
| Hanniwka-Terniwska       | Ганнівка-Тернівська | Анновка-Терновская (Annowka-Ternowskaja) |
| Hostynne                 | Гостинне            | Гостинное (Gostinnoje)                   |
| Kalyniwka                | Калинівка           | Калиновка (Kalinowka)                    |
| Komaryzke                | Комарицьке          | Комарицкое (Komarizkoje)                 |
| Kurassowe                | Курасове            | Курасово (Kurassowo)                     |
| Lidyne                   | Лідине              | Лидино (Lidino)                          |
| Lochnja                  | Лохня               | Лохня                                    |
| Luzykiwka                | Луциківка           | Луциковка (Luzikowka)                    |
| Markiwka                 | Марківка            | Марковка (Markowka)                      |
| Maschari                 | Машарі              | Машары (Maschary)                        |
| Mukijiwka                | Мукіївка            | Мукиевка (Mukijewka)                     |
| Oleksandriwka            | Олександрівка       | Александровка (Alexandrowka)             |
| Paschtschenkowe          | Пащенкове           | Пащенково (Paschtschenkowo)              |
| Pawlenkowe               | Павленкове          | Павленково (Pawlenkowo)                  |
| Persche Trawnja          | Перше Травня        | Перше Травня                             |
| Perschotrawnewe          | Першотравневе       | Першотравневое (Perschotrawnewoje)       |
| Pischtschane             | Піщане              | Песчаное (Pestschanoje)                  |
| Ptytsche                 | Птиче               | Птичье (Ptitschje)                       |
| Ruda                     | Руда                | Руда                                     |
| Rudka                    | Рудка               | Рудка                                    |
| Samara                   | Самара              | Самара                                   |
| Schewtschenkiwka         | Шевченківка         | Шевченковка (Schewtschenkowka)           |
| Scholobok                | Жолобок             | Желобок (Schelobok)                      |
| Sorjane                  | Зоряне              | Зоряное (Sorjanoje)                      |
| Strilzewe                | Стрільцеве          | Стрельцово (Strelzowo)                   |
| Sulske                   | Сульське            | Сульское (Sulskoje)                      |
| Supruniwka               | Супрунівка          | Супруновка (Suprunowka)                  |
| Suschylyne               | Сушилине            | Сушилино (Suschilino)                    |
| Timirjasjewka            | Тімірязєвка         | Тимирязевка                              |
| Towsta                   | Товста              | Толстая (Tolstaja)                       |
| Tutschne                 | Тучне               | Тучное (Tutschnoje)                      |
| Uljaniwka                | Улянівка            | Ульяновка (Uljanowka)                    |
| Walijiwka                | Валіївка            | Валиевка (Walijewka)                     |
| Werchosulka              | Верхосулка          | Верхосулка                               |
| Wessele                  | Веселе              | Весёлое (Wessjoloje)                     |

## Söhne und Töchter der Ortschaft
- Andrij Derysemlja (* 1977), Biathlet
- Artem Tyschtschenko (* 1993), Biathlet
- Andrij Dozenko (* 1994), Skilangläufer und Biathlet